# Acanthocinus
Acanthocinus es un género de escarabajos longicornios de la subfamilia Lamiinae.

## Especies
- Acanthocinus aedilis (Linné, 1758)
- Acanthocinus andresi Pérez-Flores, 2022
- Acanthocinus angulosus (Casey, 1913)
- Acanthocinus annamensis Pic, 1925
- Acanthocinus carinulatus (Gebler, 1833)
- Acanthocinus chinensis Breuning, 1978
- Acanthocinus elegans Ganglbauer, 1884
- Acanthocinus griseus (Fabricius, 1793)
- Acanthocinus gundaiensis Kano, 1933
- Acanthocinus guttatus (Bates, 1873)
- Acanthocinus henschi Reitter, 1900
- Acanthocinus henschi aetnensis Rapuzzi & Sama, 2010
- Acanthocinus hispanicus Sama & Schurmann, 1981
- Acanthocinus leechi (Dillon, 1956)
- Acanthocinus meyeri Vitali, 2011
- Acanthocinus nodosus (Fabricius, 1775)
- Acanthocinus obliquus (LeConte, 1862)
- Acanthocinus obsoletus (Olivier, 1800)
- Acanthocinus orientalis Ohbayashi, 1939
- Acanthocinus princeps (Walker, 1866)
- Acanthocinus pusillus (Kirby, 1837)
- Acanthocinus reticulatus (Razoumowsky, 1789)
- Acanthocinus sachalinensis Matsushita, 1933
- Acanthocinus sinensis Pic, 1916
- Acanthocinus spectabilis (LeConte, 1854)
- Acanthocinus subsolanus Z. Wang, 2003
- Acanthocinus tethys Z. Wang, 2003
- Acanthocinus xanthoneurus (Mulsant & Rey, 1852)